# ПФ-1
«ПФ-1» (аббревиатура означала: «Помощь Фронту») — полевой телефонный аппарат с фоническим вызовом, разработки 1941 года. Производство: СССР. 

## История
Прообраз аппарата («ПФ», короткого действия) был разработан московскими инженерами Ю. Коробковым и П. Власовым; новую модель ПФ-1 (её особенностью стали: меньший вес и увеличенная дальность передачи сигнала — до 18 км по полевому телефонному кабелю) разработал в том же 1941 году сотрудник МГТС Михаил Пахомов.

## Предназначение
Для обеспечения телефонной связи в звене: «взвод-рота-батальон».

## ТТХ
- «Фонический вызов» означает, что вызов абонента осуществляется при помощи электрического звукового прибора: зуммера.
- Корпус: деревянный.
- Трубка: деревянный держатель, объединяющий остальные элементы трубки: микрофон, телефон, тангенту и т.д.
- Аппарат использовался с телефонным кабелем ПТФ-7Х2.
- Дальность действия: до 18 км.
- Источник питания: батарея из двух элементов 3С.
- Телефонный аппарат выпускался в мастерских Московской городской телефонной сети.

## Тираж
Всего было выпущено около 3000 (трёх тысяч) аппаратов.